# Риговский сельский совет
Риговский сельский совет (укр. Ригівська сільська рада) — входит в состав
Лохвицкого района
Полтавской области
Украины.
Административный центр сельского совета находится в 
с. Риги.

## История
- 1918 — дата образования.

## Населённые пункты совета
- с. Риги
- с. Венславы
- с. Пестичевское